# Caradrina kurnova
Caradrina kurnova är en fjärilsart som beskrevs av Edmond de Laever, 1981. Caradrina kurnova ingår i släktet Caradrina och familjen nattflyn, Noctuidae. Inga underarter finns listade i Catalogue of Life.